# آرامگاه شاهزاده علی
آرامگاه شاهزاده علی مربوط به سدهٔ ۷ و ۸ ه‍.ق است و در شهرستان فاروج، بخش مرکزی، دهستان سنگر، بین راه مواصلاتی روستاهای بیرگ و باش محله واقع شده و این اثر در تاریخ ۱۸ شهریور ۱۳۸۷ با شمارهٔ ثبت ۲۳۲۵۷ به‌عنوان یکی از آثار ملی ایران به ثبت رسیده است.